# Xyloplax princealberti
Xyloplax princealberti — вид морських зірок родини Xyloplacidae. Описаний у 2023 році.

## Етимологія
Назва виду вшановує князя Монако Альбера II за його зусилля щодо захисту морського середовища через Фонд князя Монако Альбера II.

## Поширення
Вид поширений на сході Тихого океану. Його ареал простягається від берегів Канади до Каліфорнійської затоки (Мексика) і Коста-Рики. Трапляється на глибині 1845-2421 м.

## Опис
Це Xyloplax із закругленими абактинальними основами шипів, колючки рівномірно короткі. Від двох до трьох адамбулакральних шипів на пластинку; більше 100 колючок навколо краю. Ніжки трубчасті округлі, цибулинні, до десяти на сегмент. Клемні пластини значкоподібні. Рот, кишечник і задній прохід відсутні. «Живородящий», одночасний гермафродит.